# 予選
予選（よせん、Qualifying）とは、競技会などの大会への出場権を賭けて行われる戦いである。

## システム
競技会にエントリーした個人やチームを都道府県・州・国家・大陸などの地方ごとに分けて行い、その大会の成績優秀者が競技会への出場権を獲得する。大会によっては競技会そのものが別の競技会の予選を兼ねる場合や、複数の競技会にまたがって予選を行う場合もある。
予選会（選抜大会）ではブロックごとに出場枠が決められることが多い。出場枠の配分は地域性（人口・所属チーム数など）を考慮して決められることが多いが、FIFAワールドカップのようにブロック（連盟）のレベルや直前の大会の実績で決められる場合もある。出場枠が複数ブロックでの合計になる場合もあり、この場合は出場枠が「0.5」などの小数で表される場合もある。この場合の出場権争いは地域性や実績で選考される場合もあれば、プレーオフを行う場合もある。
予選をいくつかのラウンドに分けて行う場合もあり、その場合は「○次予選」と表現される。大会によっては予選の最終ラウンドを「最終予選」と表現する場合もあるほか、「1次予選」より前の「予備予選」が存在する場合もある。現在の競輪（4日制以上）の場合、準々決勝はなく、それに該当するものが「2次予選」と呼ばれる。オートレースのGIIさざんかカップ（船橋）は、2014年大会では準々決勝の前段階を「2次予選」としていた。F1などのモータースポーツではQualifyingの頭文字をとってQ1、Q2、Q3と数字が大きくなるに従って下位が振り落とされる形式をとる場合がある。
競技会によっては、予選参加にも条件が設けられたり、参加者多数の場合に予選参加者が限られたりする場合がある。また予選の開始前や途中で財政難などを理由に撤退するケースや、不祥事の制裁として予選の中途除外や次回大会への予選参加権を剥奪されるケースもある。

## 主な予選大会
- FIFAワールドカップ・予選
- 全国高等学校野球選手権地方大会
- 全日本大学駅伝関東地区予選会
- 予備予選
- オリンピック予選
- アジア5カ国対抗→ラグビーワールドカップアジア予選
- 全国高等学校サッカー選手権大会予選
- 全国中学校体育大会（中体連）各競技予選
- 全日本バドミントン選手権大会予選
- 全国高等学校総合文化祭（総文祭）各分野地区予選
- 全国都道府県対抗柔道大会予選